# Alex Tamm
Alex Tamm, né le 24 juillet 2001 à Tallinn en Estonie, est un footballeur international estonien. Il évolue au poste d'avant-centre au NK Olimpija Ljubljana.

## Carrière

### En club
Né à Tallinn en Estonie, Alex Tamm est formé par le Nõmme Kalju. C'est avec ce club qu'il fait ses débuts en professionnel, le 14 avril 2018, lors d'une rencontre de championnat face au Viljandi JK Tulevik. Entré en jeu à la place de Rimo Hunt, il participe à la victoire de son équipe en marquant également le premier but de sa carrière (0-6 score final).
Lors de cette saison 2018 il est sacré Champion d'Estonie, le Nõmme Kalju remportant le championnat pour la deuxième fois de son histoire.
Le 6 mars 2022, Tamm réalise son premier doublé lors d'une rencontre de championnat face au Paide Linnameeskond. Titulaire, il permet à son équipe de s'imposer par trois buts à deux.
En janvier 2023, Tamm fait un essai au Stade de Reims, restant une semaine avec le club rémois. Mais il fait ensuite son retour au Nõmme Kalju.
Lors de la saison 2024, Tamm aide le Nõmme Kalju à terminer à la deuxième place du championnat. Une saison réussie aussi individuellement pour l'attaquant, qui termine meilleur buteur du championnat avec 28 réalisations en 35 matchs joués. Il est également élu meilleur joueur du championnat cette saison-là.

### En sélection
Alex Tamm représente l'équipe d'Estonie des moins de 17 ans, jouant au total onze matchs en 2017 et marquant deux buts.
Alex Tamm honore sa première sélection avec l'équipe nationale d'Estonie le 8 janvier 2023, lors d'un match amical contre l'Islande. Il entre en jeu à la place de Sergei Zenjov et les deux équipes se neutralisent (1-1 score final),.

## Palmarès
Nõmme Kalju
- Championnat d'Estonie (1) :
  - 2018